# 崔哲浩
崔 哲浩（さい てつひろ、朝: 최철호, 1979年3月16日 - ）は、大阪府出身の俳優、演出家。

## 人物
身長179cm。体重68kg。血液型はAB型。
夢工房に所属していた。
劇団 野良犬弾を旗揚げ、主宰を務める。
特技は韓国語、関西弁、サッカー。

## 出演

### 映画
- 日本黒社会 LEY LINES（1999年） - 中国人マフィア ※デビュー作
- 平成残侠伝 血闘（1999年） - 竹田
- DEAD OR ALIVE 犯罪者（1999年） - 中国人マフィア
- DEAD OR ALIVE 2 逃亡者（2000年） - 若者
- 新・仁義なき戦い。（2000年）※韓国語指導も担当
- ホタル（2001年） - 李尚列[2]
- レディプラスティック（2001年） - 小林康人[3]
- 0&1（2001年） - 殺し屋21
- 難波金融伝・ミナミの帝王
  - 難波金融伝ミナミの帝王劇場版partXVII「プライド」（2001年） - 山村の相棒
  - 難波金融伝ミナミの帝王21「裏切りの報酬」（2002年）
- 獅子の血脈（2001年） - 鉄砲玉
- リターナー（2002年） - 未来兵士
- 陽はまた昇る（2002年） - 日本ビクター横浜工場ビデオ事業部ビデオ開発課 大木良弘[4]
- 実録・安藤昇侠道伝 烈火（2002年）[5]
- 安藤組外伝 烈火の如く（2002年）
- 輪舞曲 〜ロンド〜（2003年）[6]
- BORDER LINE（2003年）[7]
- 草の乱（2004年） - 柳原正男
- チルソクの夏（2004年） - コーチ[8]
- ともしび（2004年） - 近藤
- カーテンコール（2005年） - 崔[9]
- 591 - 工作員〈探偵〉
- サンシャイン・ダイアリーズ
- ハープの女
- FaLLin of God - メガネ
- ポチの告白（2005年） - 黄永輝
- 半落ち（2005年） - 土倉
- 黒革の嬢王〜欲望の仮面〜（2006年） - 銀座 会員制高級クラブ 黒服 ケンちゃん
- パッチギ! LOVE&PEACE（2007年） - サンダル工場のお手伝い
- 犯人に告ぐ（2007年）[10]
- 水鏡
- やじきた道中 てれすこ（2007年） - 遊び人
- いつかの君へ（2007年）
- うた魂♪（2008年） - 香川純
- 新地
- 容疑者Xの献身（2008年）
- SR サイタマノラッパー（2009年）
- ゼロ年代全景「茜さす部屋」（2009年） - 佐々木陸夫[11]
- ゼロの焦点（2009年） - レンガ職人
- 彼岸島（2010年）
- ヒロミくん!全国総番長への道（2010年） - 彰[12]
- 乱暴者の世界（2010年）[13]
- The Depths（韓国：2011年）
- 臨場 劇場版（2012年）
- ファイナル・ジャッジメント（2012年） - オウラン軍の将校
- レディ・ドラゴン 怒りの鉄拳（2012年）[14]
- 中学生円山（2013年）
- 非金属の夜 nonmetal night（2013年）[15]
- 覇王Ⅱ 凶血の系譜（2016年） - 大川会若頭補佐 三原清治
- D5/5人の探偵（2018年） - 山根[16]
- 光復（2021年） - 圭子の弟 役 [17]
- 北風アウトサイダー（2022年2月11日） - 主演・キム・ヨンギ / 監督・脚本[18]
- いちばん逢いたいひと（2023年2月24日公開） - 柳井健吾（IT企業経営）[19]
- ぴっぱらん!!（2024年11月1日公開） - 百鬼要 / 監督・脚本[20]
- ハオト（2025年8月8日公開）[21]
- 法廷の死神 第1章（2025年8月15日公開）[22]

### Vシネマ
- 実録・土佐遊侠外伝 鯨道（2000年） - 市川
- 喧嘩の極意 突破者番外地（2001年） - ジョニー
- 裏ゼニ学 法の穴商売（2001年） - メダルのサイやん
- 裏ゼニ学2 なにわ(金)法廷（2001年） - ドヤの住人債権者
- 侠道5（2001年） - 耕介
- エリ 従姉弟関係（2003年） - 主演・ノブロウ
- 黒革の嬢王 〜欲望の仮面〜（2005年） - 銀座会員制高級クラブ 黒服 ケンちゃん
- くりいむレモン 魔人形 マ・ドール（2007年） - 佐久間和人
- 実録・広島やくざ戦争外伝 義兄弟 山口英弘の半生 完結篇（2008年）
- 極道 龍二 PARTII（2011年、東映ビデオ）
- チンピラ1（2013年） - スリ
- 日本統一1・2・3・4・5（2013年） - 侠和会初代三上組組員
- 三代目代行2（2014年） - 密売人
- フィクサー（2014年）
- 極潰し（2014年） - 坂東組組員 モトキ
- 修羅の分裂（2015年）全2作 - 西山会信州一家二代目中田組組員 キタヤマ
- 制覇 シリーズ（2015年） - 元 鵠心会井ノ元組若頭補佐 上原高好
- 日本統一13（2015年） - 進友会組員 三村(ヒットマン)
- 九州極道戦争1・2（2016年） - 南島 山南組組員
- プラチナ代紋1・2（2016年） - デリヘル事務所 大西組組員 セキグチ
- 頂点(てっぺん)（2017年） - 大西組若頭 村木
- 極道天下布武 第四幕（2017年）
- GRAY ZONE1・2（2017年） - 仁道会若松組組員
- 首都抗争1（2017年） - ヒットマン(天満会大谷組組員 ヒラヤマ)
- 疵と掟1・2（2018年） - 萬田会大鶴一家 上岡富成
- 大激突 果てなき抗争（2018年） - 京浜連合森貞組組長 岩見貴史
- 麻雀覇道伝説 天牌外伝2（2018年） - 組幹部
- CONFLICT 〜最大の抗争〜 外伝 織田征仁（2019年） - 尽誠会系神谷組組員 タケウチ
- 歌舞伎町黒社会1・2（2019年） - 新宿ゴールデン街の客(劇団員)
- GOKU・OH 極王2・3・4（2019年） - 京都 北見組組員(ヒットマン)
- 組長への道 獅子の野望（2019年） - 神竜会新藤会幹部 熊田
- 極道の紋章 レジェンド 第7章（2022年） - 生島組組長 生島竜次

### テレビドラマ
- はるちゃん6（2002年、フジテレビ） - 崔石順 役
- スーパー戦隊シリーズ（テレビ朝日）
  - 爆竜戦隊アバレンジャー 第1話（2003年） - 若者 役
  - 轟轟戦隊ボウケンジャー 第37話（2006年） - ディレクター 役
- 火曜サスペンス劇場 監察医・室生亜季子 第34作「追憶」（2004年、日本テレビ） - 車田刑事 役
- 異議あり!女弁護士大岡法江 第2話（2004年、テレビ朝日） - 岸川洋介 役
- 月曜ミステリー劇場→月曜ゴールデン（TBS）
  - 女タクシードライバーの事件日誌
    - 第2作「作られた目撃者」（2004年7月26日） - 宮原肇 役
    - 第6作「スカイツリーは見ていた!」（2012年1月16日） - 尾形 役

  - 縁側刑事 第2作（2015年4月27日） - 須藤明夫 役
- 逃亡者 RUNAWAY 第4話（2004年、TBS）
- 医龍-Team Medical Dragon- 第2話（2006年、フジテレビ）
- 連続テレビ小説 どんど晴れ 第28、30話（2007年、NHK総合） - 通訳 役
- サンシャイン デイズ 第8、12話（2007年、テレビ神奈川）
- 相棒（テレビ朝日）
  - season6 第10話「寝台特急カシオペア殺人事件！」（2008年1月1日） - 塚原一 役
  - season9 第4話「過渡期」（2010年11月17日） - 立松雄吾 役
  - season15 第11話「アンタッチャブル」（2017年1月11日） - 並木久志 役
  - season18 第11話「ブラックアウト」（2020年1月1日） - 田村功 役
  - Season19 第14話「忘れもの」（2021年1月27日） - 高岩卓 役
- 音女 第18話（2008年、テレビ朝日）
- 左目探偵EYE（2010年、日本テレビ）
- Dr.伊良部一郎 第2話（2011年、テレビ朝日）
- 遺留捜査 第1シリーズ（2011年、テレビ朝日） - 佐井刑事 役
- 新・警視庁捜査一課9係 season3 第5話（2011年、テレビ朝日）
- 松本清張没後20年特別企画 ドラマスペシャル 波の塔（2012年、テレビ朝日） - 立花 役
- 土曜ワイド劇場（テレビ朝日）
  - 東京駅お忘れ物預り所 第5作（2012年7月7日） - 浜口刑事 役
  - 西村京太郎トラベルミステリー 第58作「山形新幹線・つばさ129号の女！」（2012年11月3日） - 白根進 役
- あぽやん〜走る国際空港 第1話（2013年、TBS） - オオマエツヨシ 役
- ネオ・ウルトラQ 第11話（2013年、WOWOW） - 刑事 役
- 潜入探偵トカゲ 第7話（2013年）
- 連続ドラマW（WOWOW）
  - 私という運命について 第1話（2014年）
  - 悪貨（2014年）
  - 5人のジュンコ 第3話（2015年） - 刑事 役
  - コールドケース 〜真実の扉〜 第9話（2016年） - 夫 役
  - 北斗 -ある殺人者の回心-（2017年） - 鈴木修司の父 役
- コウノドリ 第3話（2015年、TBS） - 木村俊彦 役
- ビューティフル・スロー・ライフ（2015年、NHK） - 部下 役
- マネーの天使〜あなたのお金、取り戻します!〜（2016年、日本テレビ） - 足立亮太 役
- ABC創立65周年記念スペシャルドラマ『氷の轍』（2016年、ABC） - 加藤千吉（青年期） 役
- 嫌われる勇気 第2話（2017年、フジテレビ） - ロペル文具社員 役
- ごめん、愛してる 第1話（2017年、TBS） - 医師 役
- 仮面ライダービルド 第10話（2017年、テレビ朝日） - 特殊部隊隊長 役
- 特捜9（2018年、テレビ朝日） ‐ 小出智之 役
- 日曜プライム 誘拐法廷〜セブンデイズ〜（2018年、テレビ朝日） - 元受刑者 役
- さすらい署長 風間昭平 第14作（2019年、テレビ東京） - 関口勝也 役
- 稲川淳二の怪奇ファイル2- 本木 役
- 正義の女神 第2話（テレビ朝日） - 岸川洋介 役

### 再現ドラマ
- 心ゆさぶれ!先輩ROCK YOU
- わたしが子どもだったころ

### 舞台
- アイリスの香り
- イ・ジフン・メモリアルコンサート
- 宇宙ステーション殺人事件
- 髪結橋のロビン・グッドフェロー
- 桜SAKURAサクラ
- 人生はショータイム!!
- 友たる証明 ※作・演出も担当
- 日本の難民、西へ
- ホームルームで、と彼は言った
- お目出たい人[23]